# Montromant
Montromant es una comuna francesa situada en el departamento del Ródano, de la región de Auvernia-Ródano-Alpes.

## Demografía
| 355 | 333 | 320 | 334 | 319 | 365 | 405 | 435 | 451 |
| Para los censos de 1962 a 1999 la población legal corresponde a la población sin duplicidades (Fuente: INSEE [Consultar]) |     |     |     |     |     |     |     |     |